# Cantonul Matoury
Cantonul Matoury este un canton din arondismentul Cayenne, departamentul Guyana Franceză, regiunea Guyana Franceză, Franța.

## Comune
- Matoury